# Valparaíso Sporting
El Valparaíso Sporting es un hipódromo que se ubica en Viña del Mar, Región de Valparaíso, Chile. Cuenta con dos pistas, una principal de césped, y una de arena. Cada año en el mes de febrero alberga la disputa del Derby de Chile.

## Historia

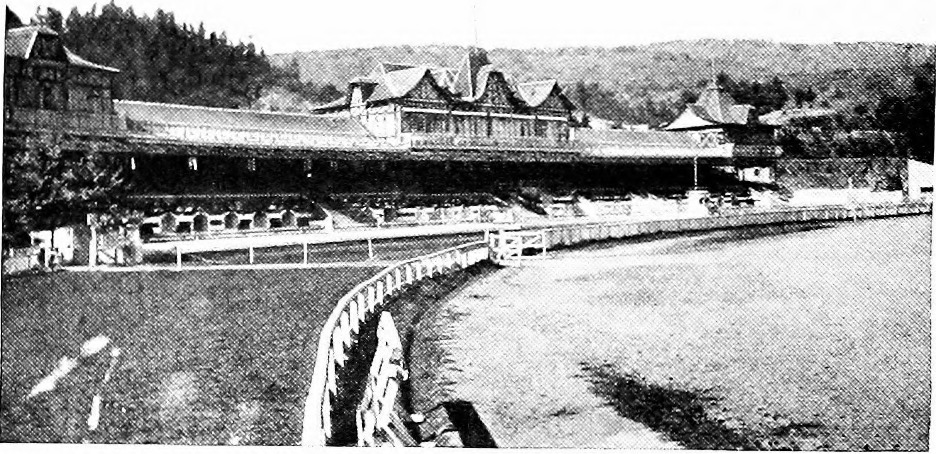
Valparaíso Sporting hacia 1920.

Los orígenes de la hípica en la zona se remontan a mediados del siglo XIX, cuando se realizaban carreras de caballos en el sector Placilla, entre los residentes de origen británico. Sin embargo, no fue sino hasta 1869 cuando comenzaron a disputarse de forma regular al alero del Valparaíso Spring Meeting, formado por residentes ingleses. Paralelamente, en 1870 los aficionados británicos a los caballos fundaron el Valparaíso Paperchase Club, entidad que aún funciona en la ruta CH-60.
El 1 de junio de 1882 los socios del Valparaíso Spring Meeting fundaron una sociedad anónima, con el objeto de fomentar la actividad hípica en la zona de Valparaíso. Tres meses más tarde, el 5 de septiembre, el Estado aprobó los estatutos de la sociedad, naciendo oficialmente el Valparaíso Sporting Club, presidido por José Francisco Vergara.
Desde 1885 se disputa en este lugar el Derby de Chile, una de las pruebas más clásicas de la hípica chilena y es la última etapa de la Triple Corona de Chile. Se lleva a cabo, cada año, el primer domingo de febrero y en torno a él se genera el Derby Day, una tradicional fiesta hípica popular.
En 1920 alberga el Campeonato Sudamericano de fútbol de 1920, en su IV edición, torneo que actualmente se conoce como Copa América. Todos los encuentros se disputaron en el recinto, entre el 11 de septiembre y el 3 de octubre, resultando vencedora la Selección de fútbol de Uruguay. El torneo fue organizado por la Conmebol. En 1923 albergó las competencias oficiales de la Liga Valparaíso de la Asociación de Football de Chile. Hasta 1936 en el Sporting solo albergaba carreras en los meses de verano, comenzando a disputarse desde 1937 la denominada Temporada Chica, entre los meses de septiembre y diciembre. Desde 1945 a la actualidad, se realizan reuniones hípicas durante todo el año.

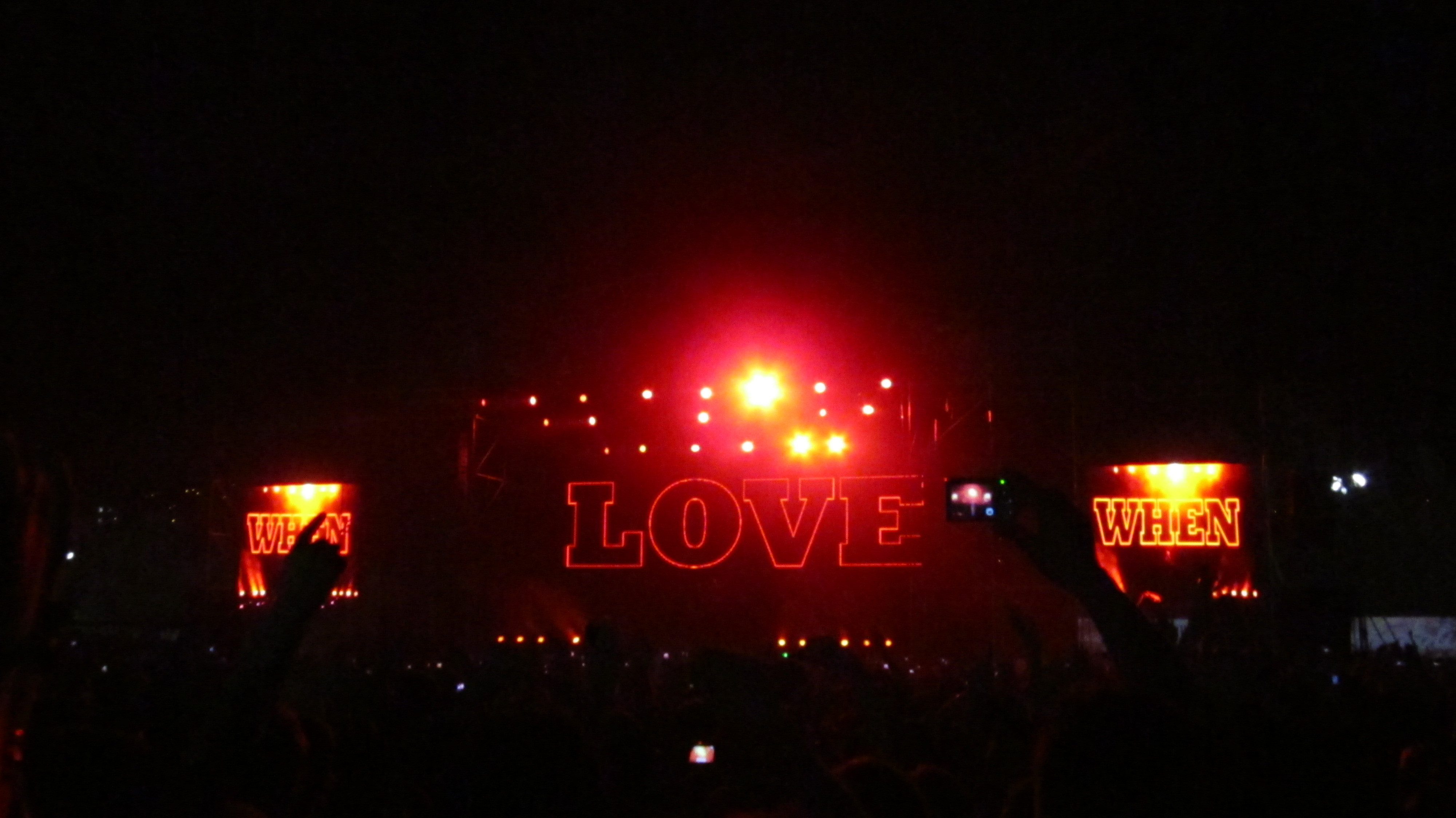
Concierto de David Guetta en el Valparaíso Sporting en 2012.

En 1982 se ilumina la pista de carreras y se instala un circuito cerrado de televisión con monitores en los distintos sectores y salones del recinto de la cancha. La iluminación de la pista de carreras fue fundamental ya que permitió trasladar el programa de carreras que se desarrollaba los días domingo, a días viernes en horario vespertino y nocturno, lo que se tradujo en mayor asistencia de público.
En 2019, el Valparaíso Sporting Club fue declarado Monumento Nacional, en la categoría de Monumento Histórico, mientras que el sector de las pistas de carrera fue declarado «zona típica y pintoresca».

## Distancias
El Valparaíso Sporting cuenta con una pista de césped de 2.090 metros de longitud por 22 metros de ancho, además posee una pista de arena de 1.860 m de largo por 22 de ancho.

### Pista 1 (pasto)
- 1.000 m
- 1.300 m
- 1.400 m
- 1.500 m
- 1.600 m
- 1.900 m
- 2.400 m

Cabe agregar que la recta es de 600 m al igual que en la pista de pasto del Club Hípico de Santiago.[cita requerida]

### Pista 2 (arena)
- 1.100 m
- 1.200 m
- 1.300 m
- 1.400 m
- 1.500 m
- 1.700 m

## Tipos de carreras

### Clásicos, Especiales y Handicaps de 1.ª Serie
1.000-1.900 m /1.100-1.700 m (Pista 2)
| - Handicap Libre (índice 42 Inferior) | - Handicap Libre (índice 26 Superior) |

### Carreras Handicaps
1.000-1.300 m /1.100-1.200-1.300 m (Pista 2) [1]
| - Índice 1 | - Índice 2 Superior (Índice 25 al 2) |

[1] Se Realizan Varias Competencias según la cantidad de Inscriptos
1.400 m
| - Índice 1 - Índice 12 al 2 | - Índice 13 Superior (Índice 25 al 13) |

1.600-1.900 Metros/1.500-1.700 Metros (Pista 2)
| - Índice 12 Inferior | - Índice 13 Superior (Índice 25 al 13) |

### Condicionales
No Ganadores
| - Machos 2 años 1000 m (febrero-marzo) - Hembras 2 años 1000 m (febrero-marzo) - Machos 2 años 1000, 1300 o 1400 m (marzo-junio) - Hembras 2 años 1000, 1300 o 1400 m (marzo-junio) - Machos 3 años 1100 m (julio-diciembre) - Hembras 3 años 1100 m (julio-diciembre) - Machos 3 años 1000 m (diciembre-junio) | - Hembras 3 años 1000 m (diciembre-junio) - Machos 3 años 1300 o 1400 m (julio-agosto) - Hembras 3 años 1300 o 1400 m (julio-agosto) - Machos 3 Años 1300 m (septiembre-noviembre) - Hembras 3 Años 1.300 m (septiembre-noviembre) - Machos y Hembras 3 Años 1300 m (enero-junio) - Machos y Hembras 4 Años y más 1100 m (julio-diciembre) |

## Carreras
En el Valparaíso Sporting se disputan las competencias casi todos los miércoles, lunes por medio y algunos domingos.
Entre las principales carreras que se disputan en el Valparaíso Sporting, destacan las siguientes:
- “El Derby de Chile” es una de las carreras más importantes de Chile, se corre en la distancia de 2400 metros y forma parte de la llamada Triple Corona Nacional de la hípica chilena, junto al El Ensayo del Club Hípico de Santiago y el St. Leger del Hipódromo Chile. Forma parte de la "Doble de Oro" junto a la Copa Jackson.
- “Copa Juan S. Jackson”, denominada comúnmente “Copa Jackson”, es la antesala del Derby de Chile, se corre sobre 1900 metros y está en vías de ser una prueba de Grupo I. Forma parte de la "Doble de Oro" junto al Derby.
- "Clásico Valparaíso Sporting", clásico institucional, prueba de Grupo III, para caballos de 3 años y más, desde el año 2023 se corre a mediados de agosto y sobre la distancia de 1900 metros (pasto).
- Clásico "Municipal de Viña del Mar", Clásico de Grupo III (anteriormente Grupo I), Para caballos de 3 años y más, 1900 metros, suele disputarse en el mes de marzo y pone fin a la temporada de verano.
- Clásico Alfredo L.S. Jackson, Clásico de Grupo III, Para machos y hembras de tres años, 1900 metros, es la previa de la "Copa Jackson", suele disputarse en diciembre.
- Clásico Federico C. Prain: Clásico condicional para machos y hembras de dos años no ganadores, suele disputarse en enero, desde el año 2023 este clásico se corre en la distancia de 1000 metros, antes de este cambio era la carrera más corta de la hípica chilena, ya que se corría en 800 metros y en recta.
- Clásico Thompson Matthews: Clásico condicional Grupo III, Machos y hembras de 3 años, 1600 metros, se disputa en el mes de marzo y es considerada "La revancha del Derby".

## Triples Coronas
En el Valparaíso Sporting se disputan dos circuitos los cuales son destinados a productos de la actual generación.

### Triple Corona Dos Años
La primera Triple corona que se disputa es las dos años, que suele disputarse entre los meses de mayo y junio y la componen las siguientes etapas:
- Clásico El Estreno Nicanor Señoret: Clásico de Grupo II, 1.300 Metros, Machos y hembras de dos años.
- Gran Premio Gonzalo Bofill de Caso: Clásico de Grupo II, 1.400 Metros, Machos y hembras de dos años.
- Copa de Plata Italo Traverso Pasqualetti: Clásico de Grupo II (anteriormente Grupo I), 1.600 Metros, Machos y hembras de dos años.

### Triple Corona Local
La Triple corona local, se disputa con ejemplares de tres años, y suele disputarse entre los meses de julio a septiembre en la pista de arena y la componen las siguientes carreras:
- Clásico Bartolomé Puiggros: 1.300 Metros, Machos y hembras de tres años ganadores
- Clásico Nicolás Canessa: 1.400 Metros, Machos y hembras de tres años ganadores
- Clásico Gustavo Rivera: Clásico Carrera Listada, 1.500 Metros, Machos y hembras de tres años ganadores.

## Locutores y relatores
Locutores:
- Claudio Gómez M. (locutor oficial)
- Sergio Di Lorenzo (locutor)
- Mario Pino V. (locutor)

Relatores:
- Mauricio Olivares G. (relator oficial)
- Claudio Olivares G. (relator)
- Fabián Martinez S. (sólo efectúa relatos ocasionalmente)

Noteros:
- Mario Valdés N. (notero desde la troya)